# Discografia lui Dan Moisescu
Discografia cântărețului Dan Moisescu cuprinde discuri de gramofon, de vinil, benzi magnetice, CD-uri, DVD-uri, ce prezintă înregistrări realizate la casa de discuri Electrecord și la Societatea Română de Radiodifuziune.

## Discuri Electrecord
| An   | Număr de catalog                      | Format                   | Piese | Acompaniament |
| 1955 | EPB 5061                              | shellac, 30 cm, 78 RPM   | Bordeiași-bordei (din culegerile lui Anton Pann) | Orchestra de muzică populară Radio, dirijor Radu Voinescu |
| 1956 | EPA 2083                              | shellac, 25 cm, 78 RPM   | Mierliță, mierliță, pasăre pestriță (din culegerile lui Anton Pann) | Orchestra de muzică populară Radio, dirijor Radu Voinescu |
| 1957 | EPA 2407                              | shellac, 25 cm, 78 RPM   | Cântecul lui Barbu Lăutaru (Ion Păturică - cobză) | orchestra Nicu Stănescu |
| 1958 | EPA 2524                              | shellac, 25 cm, 78 RPM   | Ia mai zi din frunză | O.M.P.R., dirijor Victor Predescu |
| 1958 | EPA 2540                              | shellac, 25 cm, 78 RPM   | Ah, mi-e dor de tine (cântec lăutăresc) | Orchestra Electrecord, dirijor Ionel Budișteanu |
| 1958 | EPC 143                               | vinil, 17 cm, 33 RPM     | 1. Cântecul lui Barbu Lăutaru | orchestra Nicu Stănescu |
| 1959 | EPA 2715                              | shellac, 25 cm, 78 RPM   | Toată iarna m-a ros doru (cântec nou din Constanța) | Orchestra Electrecord, dirijor Nicu Stănescu |
| 1959 | EPA 2719                              | shellac, 25 cm, 78 RPM   | Tractoriști din Făcăieni (cântec nou din Constanța) | Orchestra Electrecord, dirijor Ionel Budișteanu |
| 1959 | EPA 2751                              | shellac, 25 cm, 78 RPM   | Hora Dobrogeană (cântec nou din reg. Constanța) | Orchestra Electrecord, dirijor Ionel Budișteanu |
| 1960 | EPC 205                               | vinil, 17 cm, 33 RPM     | Tractoriști din Făcăieni (folclor nou) | orchestra Ionel Budișteanu |
| 1960 | EPA 2827                              | shellac, 25 cm, 78 RPM   | De m-aș face o cărărușă | Orchestra Electrecord, dirijor Nicu Stănescu |
| 1960 | EPA 2871                              | shellac, 25 cm, 78 RPM   | Merișorii (Dumitru Vasilescu-Liman - muzică și text) Floricică de cicoare | Orchestra Electrecord, dirijor Ionel Budișteanu |
| 1961 | EPA 3062                              | shellac, 25 cm, 78 RPM   | Am o mândră la Ploiești Cei trei brazi de la Sinaia | Orchestra „Flacăra Prahovei”, dirijor Gheorghe Botez |
| 1961 | EPA 3069                              | shellac, 25 cm, 78 RPM   | Măi cucule spune (Cântec de primăvară) (Dumitru Vasilescu-Liman - muzică și text) | Orchestra „Flacăra Prahovei”, dirijor Gheorghe Botez |
| 1963 | EPA 3306                              | shellac, 25 cm, 78 RPM   | Trece gândul în zbor (folclor nou) | O.M.P.R., dirijor Victor Predescu |
| 1965 | EPC 650                               | vinil, 17 cm, 33 RPM     | 1. Săbărelul 2. Cântec de dragoste ca pe Vlașca 3. Busuioc de la Plenița 4. Fetele din Dobrogea (folclor nou) | O.M.P.R., dirijor Radu Voinescu |
| 1966 | EPD 1126 Din cântecele lui Anton Pann | vinil, LP, 25 cm, 33 RPM | 1. Unde-auz cucul cântând 2. Nu mai poci de ostenit 3. Inima mi-e plină 4. Până când nu te iubeam 5. Bordeiaș, bordei, bordei 6. Leliță săftiță 7. Sub poale de codru verde 8. Și noi la Ilinca | orchestra George Vancu |
| 1968 | EPC 10.068                            | vinil, 17 cm, 33 RPM     | 1. Spune, spune moș bătrân 2. Iancu Jianu 3. Copilul străin 4. Rada | O.M.P.R., dirijori: Victor Predescu (1, 2), George Vancu (4) orchestra George Vancu (3) |
| 2007 | EDC 821 Bordeiaș, bordei, bordei      | compact disc             | 1. Bordeiaș, bordei, bordei 2. Până când nu te iubeam 3. Cântecul lui Barbu Lăutarul 4. Floricică de cicoare 5. Săbărelul 6. Am o mândră la Ploiești 7. Spune, spune moș bătrân 8. Leliță cârciumăreasă 9. Iancu Jianu 10. Cântec de dragoste ca pe Vlașca 11. Copilul străin 12. Fir-ai dorule nebun 13. Balada Radei 14. Merișorii (Dumitru Vasilescu-Liman) 15. Când toca la Radu-Vodă 16. Ah, mi-e dor, mi-e dor de tine 17. Du-mă dorule, mai tare 18. Busuioc de la Plenița 19. Sus pe dealul înverzit 20. Nechează murgu-n obor 21. Ia, mai zi din frunză 22. Trece lelea pe colnic 23. De m-as face o cărărușă 24. Și noi la Ilinca | orchestra George Vancu (1, 2, 24), Orchestra de muzică populară Electrecord, dirijori: Nicu Stănescu (3, 23), Ionel Budișteanu (14, 16), OMPR, dirijori: Victor Predescu (4, 7-9, 15, 19-21), Radu Voinescu (5, 10, 12, 17, 18, 22), Orchestra „Flacăra Prahovei”, dirijor G. Boty (6) La cobză: Ion Păturică (3) |

## ÎnregistrăriRadio România
Toate înregistrările lui Dan Moisescu din Fonoteca Radio România au fost efectuate pe benzi de magnetofon.
| An         | Piese | Acompaniament                                             | Note                                  |
| 03.12.1954 | Bordeiaș, bordei, bordei (1) Cântecul lui Jianu [Iancu Jianu] (1) Inima mi-e plină Mierliță, mierliță, pasăre pestriță Munților fiți mărturii Sub poale de codru verde Tu-mi ziceai odată | Orchestra de muzică populară Radio, dirijor Rudolf Wagner | cântece din culegerile lui Anton Pann |
| 1956       | Auzi lele Măriuță | O.M.P.R., dirijor Radu Voinescu                           | –                                     |
| 1956       | Cântec de nuntă din Moldova | O.M.P.R., dirijor Radu Voinescu                           | –                                     |
| 1956       | Cuculețul | O.M.P.R., dirijor Radu Voinescu                           | cântec din culegerile lui Anton Pann  |
| 1956       | Lampa (romanță) | O.M.P.R., dirijor Radu Voinescu                           | –                                     |
| 1956       | Lung e drumul Giurgiului | O.M.P.R., dirijor Radu Voinescu                           | cântec lăutăresc                      |
| 09.10.1958 | Ia mai zi din frunză | O.M.P.R., dirijor Victor Predescu                         | transpusă și pe discul EPA 2524       |
| 09.10.1958 | Săracul doruțul meu | O.M.P.R., dirijor Victor Predescu                         | –                                     |
| 1960       | Brâulețul dobrogean | Orchestra „Brâulețul” din Constanța, dirijor Dan Moisescu | –                                     |
| 1963       | Bordeiaș, bordei, bordei (2) | O.M.P.R., dirijor Victor Predescu                         | cântec din culegerile lui Anton Pann  |
| 1963       | Trece gândul în zbor | O.M.P.R., dirijor Victor Predescu                         | –                                     |
| 1965       | Busuioc de la Plenița | O.M.P.R., dirijor Radu Voinescu                           | transpuse și pe discul EPC 650        |
| 1965       | Cântec de dragoste ca pe Vlașca | O.M.P.R., dirijor Radu Voinescu                           | transpuse și pe discul EPC 650        |
| 1965       | Fetele din Dobrogea (folclor nou) | O.M.P.R., dirijor Radu Voinescu                           | transpuse și pe discul EPC 650        |
| 1965       | Fir-ai dorule nebun | O.M.P.R., dirijor Radu Voinescu                           | –                                     |
| 1965       | Săbărelul | O.M.P.R., dirijor Radu Voinescu                           | transpusă și pe discul EPC 650        |
| 1965       | Trece lelea pe colnic | O.M.P.R., dirijor Radu Voinescu                           | –                                     |
| 1967       | Du-mă dorule mai tare | O.M.P.R., dirijor Radu Voinescu                           | –                                     |
| 1968       | Când toca la Radu-Vodă | O.M.P.R., dirijor Victor Predescu                         | –                                     |
| 1968       | Floricică de cicoare | O.M.P.R., dirijor Victor Predescu                         | –                                     |
| 1968       | Iancu Jianu (2) | O.M.P.R., dirijor Victor Predescu                         | transpusă și pe discul EPC 10.068     |
| 1968       | Luncă, luncă, mult mi-ești lungă | O.M.P.R., dirijor Victor Predescu                         | –                                     |
| 1968       | Nechează murgu-n obor | O.M.P.R., dirijor Victor Predescu                         | –                                     |
| 1968       | O mamă, dulce mamă | O.M.P.R., dirijor Victor Predescu                         | –                                     |
| 1968       | Spune, spune moș bătrân | O.M.P.R., dirijor Victor Predescu                         | transpusă și pe discul EPC 10.068     |
| 1968       | Sus pe dealul înverzit | O.M.P.R., dirijor Victor Predescu                         | –                                     |
| 1968       | Trenule, mașină mică | O.M.P.R., dirijor Victor Predescu                         | –                                     |
| 1968       | Rada (baladă) | O.M.P.R., dirijor George Vancu                            | transpusă și pe discul EPC 10.068     |
| 1970       | Leliță cârciumăreasă | O.M.P.R., dirijor Victor Predescu                         | –                                     |

## TVR Media
Filmările lui Dan Moisescu au fost realizate de Televiziunea Română (TVR), în studiourile instituției.
Aceste filmări au început a fi editate pentru prima oară, pe suport DVD, începând cu anul 2006 de casa de producție a Televiziunii Române, TVR Media.
| An apariție | Titlu DVD                           | Piese                     | Acompaniament | Note                                 |
| ----------- | ----------------------------------- | ------------------------- | ------------- | ------------------------------------ |
| 2006        | Maeștrii muzicii populare românești | 9. Când toca la Radu-Vodă | taraf         |                                      |
| 2006        | Maeștrii muzicii populare românești | 10. Bordeiaș              | taraf         | cântec din culegerile lui Anton Pann |
| 2006        | Maeștrii muzicii populare românești | 11. Hai să meargă, meargă | taraf         | cântec din culegerile lui Anton Pann |